# Больбелязм
Больбелязм (Bolbelasmus) — рід жуків родини Geotrupidae, що налічує станом на 2024 рік понад 30 видів, поширених у Голарктиці та Індомалаї.

## Опис
Рід об'єднує дрібних чи середніх жуків з глянцевим одноколірним забарвленням від червоно-брунатного до чорного на спинній поверхні. Розмір тіла коливається від 5,6 до 15,2 мм. На голові самця розташований конічний горбок із закругленою чи роздвоєною верхівкою, у самиць — поперечений киль. Очі опуклі, розділені попереду кантом. Перший членик булави антен на зовнішньому боці гладенький. Передньоспинка у самців зазвичай з 4 горбками у великих самців, у дрібних вони недорозвинені; самиці мають тільки поперечний киль. Перший ряд смужок на надкрилах перерваний щитком.

## Різноманіття та ареал
Представники роду займають диз'юнктивний ареал: 11 видів населяють захід Палеарктики, 9 видів відомі з Північної Америки, 11 видів — зі Східної Азії. Неясним є статус близького американського роду Eucanthus, який деякі дослідники пропонують включити як підрід до роду больбелязм.

### Види
Типовий вид роду — Bolbelasmus gallicus.
- Bolbelasmus arcuatus Bates, 1887 — Каліфорнія, від Мексики до Панами
- Bolbelasmus bajaensis  Howden, 1964 — Мексика
- Bolbelasmus bocchus Erichson, 1841 — Алжир, Марокко
- Bolbelasmus brancoi Hillert & Král, 2016 — центральна та східна Іспанія
- Bolbelasmus carinifrons Howden & Solis, 1995 — Коста-Рика
- Bolbelasmus chifengi Wang & Li, 2024 — Південний Китай (Юньнань)
- Bolbelasmus concavisuturalis Wang & Li, 2024 — Північний Таїланд
- Bolbelasmus coreanus (Kolbe, 1886) — Китай, Корея, Тайвань
- Bolbelasmus gallicus  Mulsant, 1842 — Португалія, Іспанія, південна Франція
- Bolbelasmus guangdongensis — Китай (Гуандун)
- Bolbelasmus howdeni Hillert & Král, 2016 — південний схід Іспанії, Гібралтар
- Bolbelasmus hornii Rivers, 1886 — Каліфорнія, Мексика
- Bolbelasmus keithi Miessen & Trichas, 2011
- Bolbelasmus korshunovi Zinchenko, 2016 — Північний Таїланд
- Bolbelasmus krikkeni Nikolajev, 1979 — Північна Індія
- Bolbelasmus makrisi Miessen, 2011
- Bolbelasmus meridionalis Krikken, 1977 — Таїланд, Китай, В'єтнам, Індонезія (Ява), Тайвань
- Bolbelasmus minutus Li & Masumoto, 2008 — Тайвань, південь Японії
- Bolbelasmus minor Linell, 1895 — Техас
- Bolbelasmus monticolus  Howden, 1974 — Сальвадор
- Bolbelasmus nativus Krikken, 1977 — Тайвань
- Bolbelasmus nikolajevi Hillert, Arnone, Král & Massa, 2016 — Єгипет, Лівія, Туніс
- Bolbelasmus nireus  Reitter, 1895 — Сирія, Ірак
- Bolbelasmus orientalis Petrovitz, 1968 — Далекий Схід РФ
- Bolbelasmus quinquestriatus Moctezuma, Ramírez-Ponce, Curoe, 2023 — Мексика
- Bolbelasmus rotundipennis Howden, 1964 — Мексика
- Bolbelasmus shibatai Masumoto, 1984 — Японія
- Bolbelasmus tauricus Petrovitz, 1973 — Туреччина
- Bolbelasmus unicornis — Європа від сходу Франції до Балканів та України, захід Малої Азії
- Bolbelasmus variabilis Howden, 1964 — США, Мексика
- Bolbelasmus vaulogeri (Abeille de Perrin, 1898) — Алжир, північ Тунісу, Сицілія
- Bolbelasmus yutangi Wang & Li, 2024 — схід М'янми, північ Таїланду, захід Юньнані (Китай)

## Галерея

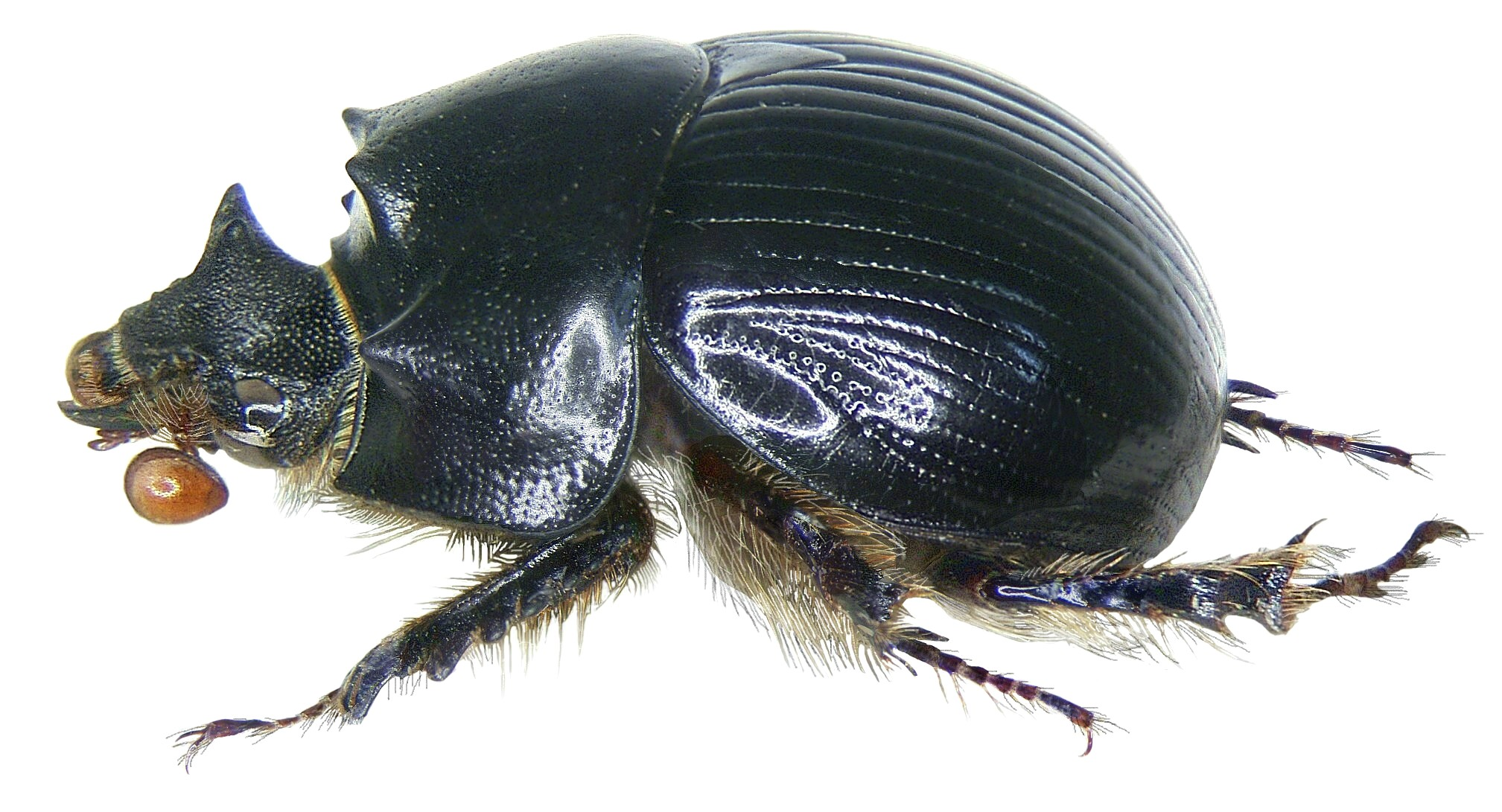
Самець Bolbelasmus bocchus, Іспанія
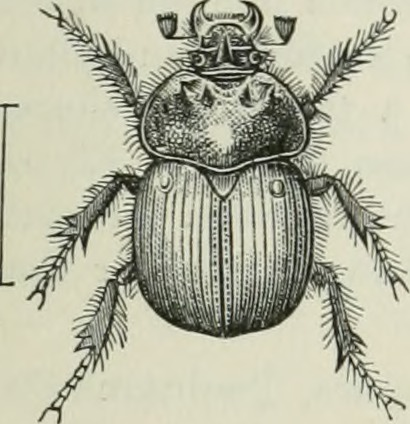
Bolbelasmus hornii, США
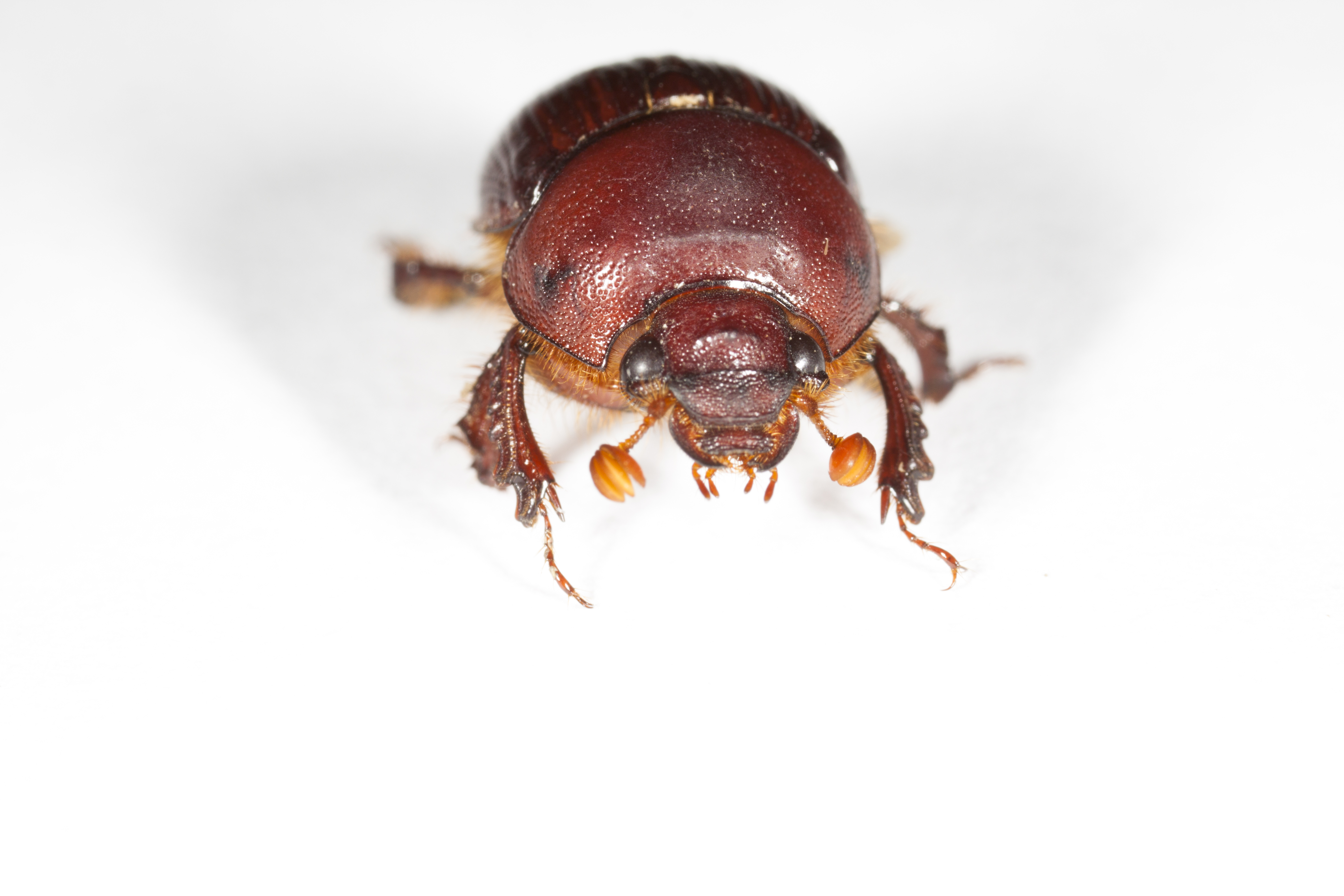
Bolbelasmus nativus, Тайвань
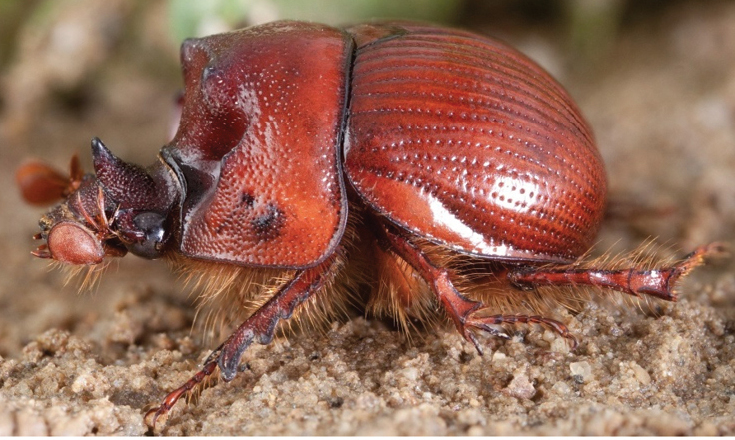
Bolbelasmus unicornis, Болгарія